# Najlepsze (album)
Najlepsze – album kompilacyjny wydany w 2002 nakładem wydawnictw Universal Music Polska / Polskie Radio zespołu Atrakcyjny Kazimierz.
Słowa: Rafał Bryndal.
Muzyka: Jacek Bryndal; oprócz: Jacek Rodziewicz, Jacek Bryndal (10) Krzysztof Kwiatkowski (5).
Producent muzyczny: Wojciech Waglewski.
Realizacja nagrań: Andrzej Karp; oprócz (9) Jarosław Pruszkowski.

## Lista utworów
źródło:.
1. „Wydaje mi się, że grzeszę” – 5:27
2. „Jako mąż i nie mąż” – 4:18
3. „Dziewczyna, którą kochałem” – 4:07
4. „Prawdziwa miłość” – 3:16
5. „Mieszkam w Berlinie” – 5:13
6. „Magia radia” – 4:51
7. „Otyłość” – 3:45
8. „Gwałcą” – 4:48
9. „Piersieństwo” – 3:50
10. „Przychodził nocą” – 4:07
11. „Ja kochać zawsze cię będę” – 5:08
12. „Sytuacja na wakacjach” – 4:26
13. „Zawodowiec” – 3:28
14. „Wypisz - wymaluj” – 3:24
15. „Dzianina” – 3:44
16. „Gnuśnienie” – 3:23

## Twórcy
źródło:.
- Jacek Bryndal – śpiew, gitara

ponadto
Kayah, Wojciech Karolak, Wojciech Waglewski, José Torres, Jacek Rodziewicz, Hakan Kursun, Grzegorz Ciechowski, Andrzej „Bruner” Gulczyński, Jacek Perkowski, Piotr Warszewski, Dariusz Łukaszewski, Aleksander Korecki, Stefan Perskiewicz, Marcin Gawdzis, Marek Romanowski, Małgorzata Kamińska, Piotr Wysocki.